# Аносов, Антон Евгеньевич
Анто́н Евге́ньевич Ано́сов (род. 14 мая 1987, Астрахань) — российский либреттист, поэт и драматург, автор музыкальных и драматических спектаклей. Член Союза писателей России и Союза литераторов России, лауреат Всероссийских и Международных литературных фестивалей и премий. Включен в санкционный список указом президента Украины 19 октября 2022 года.

## Биография
Родился в Астрахани. С 2009 года живёт в Москве. Окончил с отличием РГГУ, а также аспирантуру ИИНТБ РГГУ. В 2014 году стал лауреатом «Суперфинала» Всероссийского фестиваля молодых поэтов «Мцыри», а в следующем году — призёром Международной литературной премии им. С. А. Есенина.
В 2014 году получил известность после выхода телевизионного сюжета, где выступал в качестве эксперта Лиги безопасного интернета.
С 2015 года сотрудничал с Московским театром поэтов под руководством Влада Маленко, принимал участие в разных постановках и проектах театра, в том числе спектакле «Площадь революции.17» (ЦДР).
С 2015 года сотрудничает с Росмолодежью и Всероссийским молодёжным образовательным форумом «Таврида».
В 2017 году написал либретто для мюзикла «Ах, фестиваль!» XIX Всемирного фестиваля молодёжи и студентов 2017 в Сочи совместно с композиторами Ирфаном Ибраимовым, Екатериной Заборонок и режиссёром Андреем Цветковым-Толбиным.
В 2018 году стал соавтором сценария и либреттистом рок-оперы «Неравнодушные» закрытие Года добровольца в России. В этом же году стал одним из выступающих поэтов сцены «Высоцкий» фестиваля «Нашествие».
Участник шоу СуперСтихи на ТНТ music.
С 2019 года член Экспертного совета по культуре Молодёжного парламента при ГД РФ.
В начале 2019 года написал русскую версию либретто оперы-танго «Мария де Буэнос-Айрес» на основе опериты (исп. маленькая опера) Астора Пьяцоллы, режиссёр-постановщик, автор сценической версии Андрей Цветков-Толбин, дирижёр Валерий Петров, хореограф Николай Ерохин. Русская версия либретто была встречена положительными отзывами критиков.
В конце 2019 года киностудия Союзмультфильм и реж. Дмитрий Бикбаев предложили Антону придумать сюжет детского мюзикла «Чебурашка» и написать либретто к нему.
В начале 2020 года вышли сразу несколько премьер: опера «Туда и Обратно» в театре Геликон-опера под управлением Дмитрия Бертмана и иммерсивный музыкальный спектакль для всей семьи «Андерсен навсегда».
26 марта 2020 года ожидалась премьера Рок-оперы «Люди А» (в ролях Максим Щёголев, Теона Дольникова, Олег Гончаров и др.), но из-за эпидемии COVID-19 постановка была отложена.
19 сентября 2020 года состоялась закрытая премьера хореодрамы «Искусство побеждать» от студии балета «ЖЕТЭ» в КЦ им. И. М. Астахова.
1 ноября 2020 года в МДЦ «Артек» в рамках Всероссийского конкурса школьников «Большая перемена» состоялась премьера антрепризного научно-фантастического мюзикла-антиутопии «Большая перемена. Будущее зависит от тебя» (режиссёр — Дмитрий Бикбаев, композитор — Илья Ефимов, автор либретто — Антон Аносов).
30 и 31 декабря на детских телеканалах «Карусель» и «О!» состоялась премьера Новогоднего семейного музыкального спектакля «Чебурашка. Возвращение домой 2. Потерявшийся в сети». Спектакль поставлен Киностудией «Союзмультфильм», театрально-продюсерской компанией «Яркие люди» и театром-студией «15» (режиссёр — Дмитрий Бикбаев, композитор — Руслан Сабиров, автор сюжета и либретто — Антон Аносов).
В 2021 году был запущен авторский литературно-театральный проект «Сказки для взрослых (детей)» (автор — Антон Аносов).
7 апреля 2021 года во МХАТ им. М. Горького, состоялась презентация книги и премьера благотворительного этюдного спектакля «Сказки для взрослых детей», выпущенного совместно с Фондом «Подарок Ангелу». Средства, собранные во время спектакля, направлены на лечение и реабилитацию детей с ограниченными возможностями. В постановке приняли участие популярные театральные, кино- и телеактеры: Оскар Кучера, Теона Дольникова, Денис Дорохов, Елена Захарова, Владимир Березин, Михаил Сафронов, Петр Таренков.
15 декабря 2021 года состоялась премьера первого детского иммерсивного мюзикла «Zumer» в Artplay. Спектакль выпущен РДШ и ArtMasters (композиторы — Олег Борщевский и Игорь Матвиенко, автор сюжета и либретто — Антон Аносов).
1 марта 2022 года подписал  опубликованное в «Литературной газете» «Обращение писателей России» в поддержку российского вторжения на Украину.
18 июля 2022 года на пресс-конференции в МИА Россия сегодня Антон Аносов и Благотворительный фонд «Подарок Ангелу» анонсировали большой благотворительный гастрольный тур спектакля «Сказки для взрослых» по 10 регионам России. Проект реализуется при грантовой поддержке Президентского фонда культурных инициатив.
18 августа 2022 года в Новом Манеже состоялась премьера музыкального шоу «Пламенные сердца» в рамках Всероссийского конкурса вокальных исполнителей СОЛО 01, реализуемого Арт-платформой и МЧС России(режиссёр — Дмитрий Бикбаев, хореограф-постановщик — Егор Дружинин, композитор — Руслан Сабиров, автор сюжета и либретто — Антон Аносов).
7 октября 2022 года стал автором-драматургом литературного сценария шоу «Единство» в Грозном, посвященного 70-летию Президента России. Шоу заняло призовое место в ежегодной национальной премии «Событие года».
19 октября 2022 указом президента Украины включен в санкционный список персональных санкций среди деятелей культуры и искусства.
В ноябре 2022 году выступает одним из экспертов для онлайн-курса «Трансформация в артиста» образовательной платформы для артистов Dancesing.
В декабре 2022 состоялась премьера Музыкального спектакля «12 Месяцев» и онлайн-шоу «Квартирник Сбера 2022».
Летом 2023 года в Ленинградской области выходит мюзикл «Ничего Невозможного Нет» и музыкальное шоу «Пламенные сердца — 2023» в Новом Манеже.
Вскоре был приглашен Движением Первых и ArtMasters придумать сюжет и написать либретто Всероссийского мюзикла Движения Первых «Код разума». Премьера состоялась 26 и 27 декабря на площадке VK Stadium.
В декабре 2023 года состоялась премьера Музыкального спектакля «Золушка» в КЦ им. И. М. Астахова.
К открытию Всемирного фестиваля молодёжи в марте 2024 года со своей командой сценаристов подготовил 19 крупнейших шоу, среди которых образовательный шоу-перфоманс «Наш Космос» и национальная премия «Россия — страна возможностей»;
В апреля 2024 годя совместно с Общероссийским народным фронтом и фондом «Всё для Победы!» запустил проект «Всё для Победы! Территория заботы», в рамках которого в госпиталях России проводятся одноименные концерты с участием известных артистов и деятелей культуры и вручением подарков раненым солдатам. В проекте приняли участие: Дмитрий Певцов, Виталий Гогунский, Ирина Ортман и др.
15 ноября 2024 года состоялась премьера детского музыкального спектакля «Парабайки» в театре «У Никитских ворот» (композитор — Илья Ефимов; продюсер спектакля, автор пьесы и стихов — Антон Аносов, автор идеи — Анастасия Приказчикова, режиссёр — Андрей Цветков-Толбин).
21 декабря вышел детский музыкальный спектакль «По щучьему велению» в КЦ им. И. М. Астахова (композитор — Светлана Кузьмина; автор либретто — Антон Аносов, режиссёр — Владислав Маматенко).
В ноября 2024 года выступил сценаристом торжественной церемонии награждения победителей Национальной премии «Россия – страна возможностей».
27 февраля 2025 года в Национальном центре «Россия» состоялась четвертая церемония награждения лауреатов просветительской награды «Знание.Премия» (автором концепции и сценария стал Антон Аносов).
В марте 2025 года, в рамках XXIII Международного фестиваля кинодебютов «Дух огня», написал сценарии торжественной церемонии открытия и закрытия кинофестиваля.
29 апреля 2025 года на Исторической сцене Большого театра состоялся Театрализованный концерт к 100-летию Детского хора Большого театра (автор сценария — Антон Аносов, режиссёр — Алексей Франдетти, ведущие — Нонна Гришаева и Дмитрий Борисов.
В конце апреля 2025 года появился анонс мюзикла «Любовь без памяти» по песням Василия Вакуленко (Баста). Автор спектакля — Антон Аносов, режиссёр — Алексей Франдетти. Премьера мюзикла состоится 5 октября 2025 года в Вегас Сити Холл.
Отмечен Благодарственным письмом Президента Российской Федерации за большой вклад в подготовку и проведение общественно значимых мероприятий всероссийского уровня.

## Автор шоу и спектаклей
- Мюзикл «Любовь без памяти» (Вегас Сити Холл, музыкальный продюсер — Василий Вакуленко, режиссёр — Алексей Франдетти, 2025 г.)[66];
- Театрализованный концерт к 100-летию Детского хора Большого театра (Большой театр России, режиссёр — Алексей Франдетти, 2025 г.)[67];
- Детский музыкальный спектакль «По щучьему велению» (КЦ им. И. М. Астахова, режиссёр — Владислав Маматенко 2024 г.)[68] ;
- Музыкальный спектакль «Парабайки» (Театр У Никитских ворот, режиссёр — Андрей Цветков-Толбин 2024 г.);
- Образовательный шоу-перфоманс «Наш Космос»[69] на Всемирном фестивале молодёжи (ВФМ-2024, Роскосмос, реж. Алексей Франдетти, в ролях: Юлия Пересильд и Милош Бикович 2024 г.)[70];
- Большой новогодний шоу-концерт[71] на главной сцене выставки «Россия» на ВДНХ (АНО «Дирекция Выставки Достижений Россия»)[72]
- Всероссийский мюзикл Движения Первых «Код разума» (РДДМ «Движение Первых», ArtMasters, VK Stadium 2023 г.);[73]
- Музыкальный спектакль «Золушка» (КЦ им. И. М. Астахова, реж, Владислав Маматенко 2023 г.);[74]
- Мюзикл «Ничего Невозможного Нет» (Ленинградская обл., реж. Сергей Хацкевич 2023 г.);[75]
- Музыкальное шоу «Пламенные сердца — 2023» (Арт-Платформа, Новый Манеж, реж. Дмитрий Бикбаев);[76]
- Онлайн-шоу «Квартирник Сбера 2022» (Финалист премии Событие года 2022, реж. Михаил Оганесян);[77]
- Музыкальный спектакль «12 Месяцев» (КЦ им. И. М. Астахова, реж. Владислав Маматенко 2022 г.)[78]
- Шоу «Единство» в Грозном, посвященного 70-летию Президента России В. В. Путина (Лауреат премии Событие года 2022, реж. Сергей Хацкевич);[79]
- Музыкальный спектакль «Пламенные сердца» (Арт-Платформа, Новый Манеж, реж. Дмитрий Бикбаев, Егор Дружинин 2022);[80]
- Первый детский иммерсивный мюзикл «Zumer» (Artplay, 2021 г., реж. Сергей Хацкевич);[81]
- Сатирический этюдный спектакль «Сказки для взрослых детей»[82] (МХАТ им. М. Горького, 2021 г., реж. Андрей Цветков-Толбин);[83]
- Семейный музыкальный спектакль «Чебурашка. Возвращение домой 2. Потерявшийся в сети» (Телеканал «Карусель», телеканал «О!», Союзмультфильм и Арт-Платформа, реж. Дмитрий Бикбаев, 2021);[84]
- Научно-фантастический мюзикл-антиутопия «Большая перемена. Будущее зависит от тебя» (МДЦ «Артек», 2020 г., реж. Дмитрий Бикбаев);[85]
- Хореодрама «Искусство побеждать» (Студия балета «ЖЕТЭ» в КЦ им. И. М. Астахова, 2020 г., реж. Кирилл Ермоленко);
- Рок-опера «Люди А» (Союз «Офицеры Группы Альфа» и Арт-Платформа в ЦКиИ Щукино, 2020 г., реж. Дмитрий Бикбаев);
- Иммерсивный музыкальный спектакль «Андерсен навсегда»[86] (Дом-музей Марины Цветаевой, 2020 г., реж. Дмитрий Бикбаев);
- Опера в стиле буфф-нуар «Туда и обратно»[87] (Геликон-опера, 2020 г., реж. Дмитрий Бикбаев);
- Мюзикл «Чебурашка. Возвращение домой»[88] (Союзмультфильм и Арт-Платформа в ЦКиИ Щукино, 2019 г., реж. Дмитрий Бикбаев);
- Опера-танго «Мария де Буэнос-Айрес»[89] (русская версия, Театр им. Л.Рюминой, 2019 г., реж. Андрей Цветков-Толбин);
- Музыкальный спектакль «Море внутри» (соавтор сценария, форум Ладога, 2019 г., реж. Андрей Цветков-Толбин);
- Детский музыкальный спектакль «Северное сияние»[90] (Росатом, Новоуральск, Театр музыки, драмы и комедии, 2019 г., реж. Дмитрий Бикбаев);
- Спектакль «Postmortem»[91](редактор, соавтор обновленной версии, театра-студия «15»/ЦДР, 2019 г.);
- Рок-опера «Неравнодушные»[92] (закрытие Года добровольца в России, 2018 г., реж. Андрей Цветков-Толбин);
- Опера-зингшпиль В. А. Моцарта «Директор театра»[93](современная русская версия, РАМ им. Гнесиных, 2018 г.,[94] реж. Андрей Цветков-Толбин);
- Мюзикл «Ах, фестиваль[95]» (закрытие XIX Всемирного фестиваля молодёжи и студенчества (ВФМС-2017, реж. Андрей Цветков-Толбин);

## Участник спектаклей
- «Площадь революции.17», Московский театр поэтов, 2016 г.[96]
- Мистерии «Маяки», форум «Таврида», 2017 г.
- «Сказки для взрослых», гастроли более 11 регионов России[97], 2022 - 2023 гг.[98]

## Книги
- «Сказки для взрослых детей»[99], ISBN 978-5-907164-80-2 Издательство Зебра-Е, 2021 г.[100]